# Neferkamin Anu
Neferkamin Anu (Neferkamin II.) byl egyptský faraon z 8. dynastie během prvního přechodného období. Je znám pouze z abydoského seznamu králů (číslo 52). Vládl nad oblastí kolem města Memfis, kde též sídlil.

## Jméno
V abydoském seznamu králů je Neferkaminovo jméno zaznamenáno jako Sneferka Anu. Důvodem čtení jména jako Neferkamin Anu je to, že hieroglyfový znak O34, čtený jako s, by mohl nahradit znak R22 pro boha Min a čtení Mn.